# Frank Uhlig
Frank Uhlig (n. 8 decembrie 1955, Zschopau, Republica Democrată Germană, Germania) este un fotbalist german, medaliat olimpic. A participat la o ediție a Jocurilor Olimpice (1980) în care a câștigat o medalie de argint.

## Participări
Lista de mai jos prezintă principalele competiții la care a participat Frank Uhlig de-a lungul carierei.
- Futbol na letnih Olimpiiskih igrah 1980[*]